# آدا لويس سوير
آدا لويس سوير (بالإنجليزية: Ada Lewis Sawyer)‏ هي محامية أمريكية، ولدت في 1892، وتوفيت في 1985.